# Skorem
Skorem (Corrigiola litoralis) är en växtart i familjen nejlikväxter.